# Dianne Balestrat
Dianne Fromholtz Balestrat (Fromholtz nome de solteira e Balestrat de casada; Albury, 10 de Agosto de 1956) é uma ex-tenista profissional australiana.

## Grand Slam finais

### Simples: 1 final (0 título, 1 vice)
| Posição | Ano         | Campeonato      | Piso  | Oponente   | Placar   |
| ------- | ----------- | --------------- | ----- | ---------- | -------- |
| Vice    | 1977 (Jan.) | Australian Open | Grama | Kerry Reid | 7–5, 6–2 |

### Duplas: 1 final (1 título)
| Posição | Ano         | Campeonato      | Surface | Partner       | Opponents                 | Score         |
| ------- | ----------- | --------------- | ------- | ------------- | ------------------------- | ------------- |
| Winner  | 1977 (Jan.) | Australian Open | Grama   | Helen Gourlay | Kerry Reid Betsy Nagelsen | 5–7, 6–1, 7–5 |

### Duplas Mistas: 1 final (0 título, 1 vice)
| Posição | Ano  | Campeonato | Surface | Partner        | Opponents                | Score            |
| ------- | ---- | ---------- | ------- | -------------- | ------------------------ | ---------------- |
| Vice    | 1980 | Wimbledon  | Grama   | Mark Edmondson | Tracy Austin John Austin | 4–6, 7–6(6), 6–3 |